# Lucjusz Cecyliusz Metellus Diadematus
Lucius Caecilus Metellus Diadematus (ur. przed 153 p.n.e.; zmarł po 86 p.n.e.) – członek wpływowego plebejskiego rodu rzymskiego Cecyliuszy, drugi syn Kwintusa Cecyliusza Metellusa Macedońskiego, konsula w 143 p.n.e.. Pierwsze wzmianki o Diadematusie dotyczą roku 129 p.n.e, umarł wtedy Scypion Afrykański Młodszy, polityczny rywal Metellusa Macedońskiego, ojca Diadematusa. Metellus Macedoński uznał jednak publicznie, że Scypion był wielkim przywódcą i nakazał swoim synom, w tym i Diadematusowi, aby poszli świętować obrzędy pogrzebowe Scypiona. 120 p.n.e. to prawdopodobna data pretury Lucjusza Diadematusa. W 117 p.n.e. został konsulem z Kwintusem Mucjuszem Scewolą, a w roku następnym prokonsulem Galii Przedalpejskiej. Prawdopodobnie zbudował drogę Cecyliańską (Via Caecilia). W 115 p.n.e. był cenzorem razem z Gnejuszem Domicjuszem Ahenobarbem i usunął z senatu 32 senatorów. Usunęli między innymi z senatu Gajusza Licyniusza Getę, który mimo to sam został 7 lat później w 108 p.n.e. cenzorem z Kwintusem Fabiuszem W 100 p.n.e. uczestniczył wraz z innymi przywódcami optymatów w zdławieniu ruchu Lucjusza Apulejusza Saturnina i Glaucji. Występował o powrót z wygnania swojego kuzyna, Kwintusa Cecyliusza Metellusa Numidyjskiego i doczekał się tego powrotu. Nosił przydomek Diadematus, ponieważ przez długi czas cierpiał od rany i chodził z bandażem na czole.
Zobacz też: Drzewo genealogiczne Cecyliuszów Metellów